# Fredericia
Fredericia (/fʁeðəˈʁetɕæ/) är en tätort och stad i Region Syddanmark, belägen vid Lilla Bält på Jyllands sydöstra kust. Fredericia utgör centralort i Fredericia kommun och är en industri- och hamnstad samt en viktig järnvägsknut.
Fredericia anlades som fästning 1649 och hette fram till 1664 Frederiksodde. 1657 utkämpades Stormningen av Frederiksodde med svensk seger. I den danska armén tjänstgjorde både danska utskrivna soldater och tyska legosoldater. Danskarna höggs ner medan tyskarna skonades för att kunna "stickas in" i den svenska armén som följande vinter gick på isen över Lilla och Stora bält och framtvingade freden i Roskilde 1658. [källa behövs]
I dansk historia minns man hellre hur Fredericias garnison vid ett utfall den 6 juli 1849 besegrade de belägrande tyska trupperna. I den danska armén tjänstgjorde då även svenska frivilliga. Segern firas med militär pompa och ståt på årsdagen varje år.

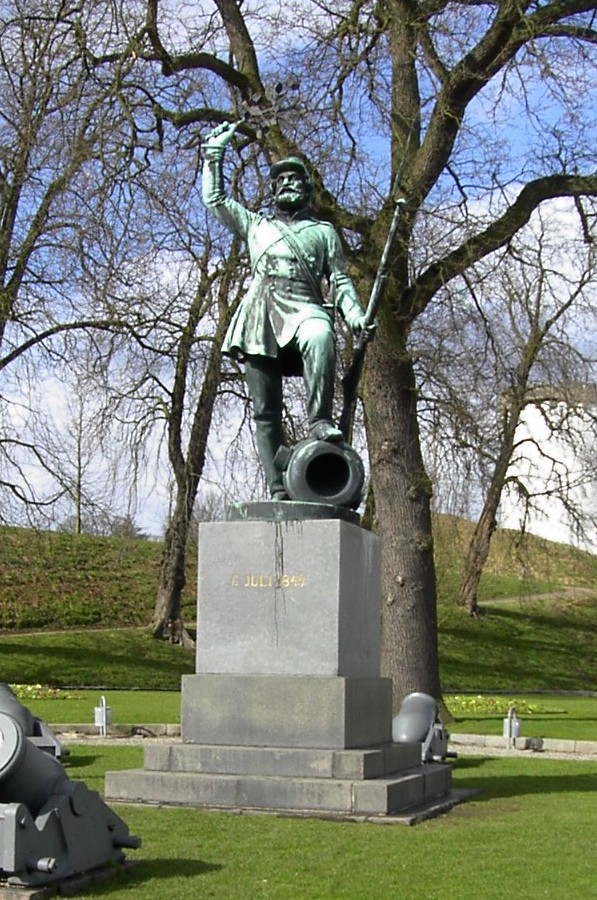
Minnesmärke över de danska soldaterna som deltog i slaget vid Fredericia den 6 juli 1849, under Slesvig-holsteinska kriget